# CD Tehuacán
El CD Tehuacán fue un equipo de fútbol de El Salvador que alguna vez jugó en la Segunda División de El Salvador, la segunda liga de fútbol más importante del país.

## Historia
Fue fundado en el año 1928 en la ciudad de Tecoluca y vagó entre la Segunda y Tercera División de El Salvador a lo largo de su historia. Nunca llegaron a jugar en la Primera División de El Salvador.
Luego de obtener el ascenso a la Segunda División de El Salvador de la mano del técnico Ivan el Diablo Ruiz y de su presidente Giovani Villalobos temporada 2006-2007, para la siguiente temporada 2007-2008, fue adminstrada por la municipalidad de Tecoluca, en el clausura le fue retirado el apoyo económico, con lo que el club oficialmente desapareció.

## Palmarés
- Tercera División de El Salvador: 1

Clausura 2007

## Rivalidades
La principal rivalidad del Club fue con el Platense, con quien estaba separado apenas 11 kilómetros de distancia entre sí.

## Jugadores destacados
- Joaquin Da Silva

## Entrenadores destacados
- El Diablo